# 吴富恒
吴富恒（1911年3月—2001年6月25日），男，河北滦县人，中华人民共和国教育家、翻译家，美国文学研究专家，曾任山东大学校长，中国民主同盟中央委员会常务委员，第三、四、五、六、七届全国政协委员。